# FilmBox Family
Filmbox Family – kanał filmowy dystrybuowany na terenie Polski przez SPI International Polska, emitujący filmy fabularne dla całej rodziny. Stacja nadaje programy codziennie od godz. 05:00 do godz. 02:00.
Kanał rozpoczął nadawanie 5 września 2008 roku, dzień później pojawił się w ofercie platformy cyfrowej n.
Wszystkie filmy są nadawane w wersji polskiej (z lektorem lub dubbingiem).